# Taragmarcha glutinata
Taragmarcha glutinata is een vlinder uit de familie sikkelmotten (Oecophoridae). De wetenschappelijke naam van deze soort is voor het eerst geldig gepubliceerd in 1930 door Meyrick.
De soort komt voor in tropisch Afrika.